# Maja e Këndrevicës
Maja e Këndrevicës är en bergstopp i Albanien. Den ligger i den södra delen av landet, 120 km söder om huvudstaden Tirana. Toppen på Maja e Këndrevicës är 2 121 meter över havet. Maja e Këndrevicës ingår i Mal Gribe.
Terrängen runt Maja e Këndrevicës är huvudsakligen bergig, men åt sydost är den kuperad. Maja e Këndrevicës är den högsta punkten i trakten. 
Trakten runt Maja e Këndrevicës består till största delen av jordbruksmark.  Runt Maja e Këndrevicës är det ganska tätbefolkat, med 83 invånare per kvadratkilometer.